# Isola Matty
Matty è un'isola disabitata del Canada situata nell'Arcipelago artico canadese nel territorio del Nunavut. È situata tra l'Isola di Re Guglielmo e la Boothia e possiede una superficie di 477 km². A ovest, lo stretto di Wellington la separa dalle isole Tennent.